# Luis Gatty Ribeiro
Luis Gatty Ribeiro Roca (ur. 1 listopada 1979 w Cobiji) – boliwijski piłkarz występujący na pozycji prawego obrońcy.

## Kariera klubowa
Ribeiro jest wychowankiem najbardziej utytułowanego klubu w swojej ojczyźnie – Club Bolívar z siedzibą w mieście La Paz. W jego barwach zadebiutował w Liga de Fútbol Profesional Boliviano jako dziewiętnastolatek i szybko wywalczył sobie miejsce w wyjściowym składzie. Pierwszy sukces w Bolívarze, wicemistrzostwo kraju, zdobył w sezonie 2001, za to już rok później, w rozgrywkach 2002, osiągnął tytuł mistrzowski. Drugie wicemistrzostwo Boliwii wywalczył w sezonie Apertura 2003, a podczas Apertura 2004 kolejny raz zdobył mistrzostwo. Drugi z wymienionych sukcesów powtórzył jeszcze dwukrotnie, w wiosennych rozgrywkach Adecuación 2005 i Apertura 2006, za to w Apertura 2005 został po raz trzeci wicemistrzem kraju. Ogółem w barwach Bolívaru spędził dziewięć lat, rozgrywając 246 ligowe mecze i biorąc udział w kilku edycjach turniejów międzynarodowych, jak Copa Libertadores czy Copa Sudamericana.
W 2007 roku Ribeiro przeszedł do Realu Potosí i wówczas także, podczas wiosennych rozgrywek Apertura, znacząco pomógł mu wywalczyć pierwsze w historii klubu mistrzostwo Boliwii. Sezon 2010 spędził w The Strongest, jednak nie odniósł z nim większych sukcesów, podobnie jak w swoim następnym klubie, CD Guabirá z miasta Montero. Profesjonalną karierę piłkarską zakończył w wieku 32 lat.

## Kariera reprezentacyjna
W 1999 roku Ribeiro został powołany do reprezentacji Boliwii U-20 na Młodzieżowe Mistrzostwa Ameryki Południowej. Tam, mimo regularnej gry w pierwszym składzie, zajął ze swoją kadrą ostatnie miejsce w grupie i nie zdołał zakwalifikować się na Mistrzostwa Świata U-20 w Nigerii.
W seniorskiej reprezentacji Boliwii Ribeiro zadebiutował za kadencji selekcjonera Carlosa Aragonésa, 26 kwietnia 2000 w zremisowanym 1:1 meczu z Kolumbią w ramach eliminacji do Mistrzostw Świata 2002, na które jego kadra ostatecznie nie zakwalifikowała się. W 2001 roku znalazł się w kadrze na turniej Copa América, gdzie wystąpił we wszystkich trzech meczach, a Boliwijczycy odpadli już w fazie grupowej. Rozegrał także dziewięć spotkań wchodzących w skład eliminacji do Mistrzostw Świata 2006 i sześć w ramach eliminacji do Mistrzostw Świata 2010, lecz Boliwia nie zdołała awansować na żaden z tych turniejów. Ogółem swój bilans reprezentacyjny Ribeiro zamknął na 28 rozegranych spotkaniach bez zdobytej bramki.